# Johan Eurén
Johan Eurén (Sävedalen, Švedska, 18. svibnja 1985.) je švedski hrvač. Na Olimpijadi u Londonu 2012. je osvojio brončanu medalju.
Eurén je hrvati počeo u hrvačkom klubu Örgryte IS u dobi sa sedam godina. Prvi veliki rezultat ostvario je 2010. na europskom prvenstvu u Bakuu gdje je bio treći. Osim hrvanja, Johan Eurén radi kao vodoinstalater.

## Karijera

### OI 2012. London
| London 2012.        | London 2012. | London 2012.           | London 2012.    |
| Protivnik           | Zemlja       | Uspjeh                 | Natjecanje      |
| ------------------- | ------------ | ---------------------- | --------------- |
| Nurmakhan Tinalijev | Kazahstan    | 3:0, 1:0; pobjeda      | 1. krug         |
| Mihály Deák-Bárdos  | Mađarska     | 1:0, 2:0; pobjeda      | osmina finala   |
| Bashir Babajanzadeh | Iran         | 3:0, 1:0; pobjeda      | četvrtfinale    |
| Heiki Nabi          | Estonija     | 1:0, 0:1, 0:1; poraz   | polufinale      |
| Ioseb Chugoshvili   | Bjelorusija  | 1:0, 0:1, 1:0; pobjeda | borba za broncu |

## Vanjske poveznice
- Svenska Brottningsförbundet  Arhivirana inačica izvorne stranice od 22. studenoga 2011. (Wayback Machine)